# Bitwa pod Mutiną (43 p.n.e.)
Bitwa pod Mutiną – starcie zbrojne, które miało miejsce 23 kwietnia 43 p.n.e. w trakcie kampanii mutińskiej, po śmierci Gajusza Juliusza Cezara.   
Wiosną roku 43 p.n.e. zwolennik Cezara – Marek Antoniusz, otoczył siły Brutusa Albinusa w położonym w Górnej Italii mieście Mutina. Przeciw wojskom Antoniusza wyruszyły oddziały rzymskiego senatu dowodzone przez konsula Aulusa Hircjusza oraz adoptowanego syna Cezara – Oktawiana. 
Pomimo poniesionej porażki w bitwie pod Forum Gallorum, Marek Antoniusz zdecydował o kontynuowaniu oblężenia Mutiny. Natomiast dowódcy sił senackich zamierzali wykorzystać wcześniejszy sukces i wydać mu tam bitwę. Dnia 23 kwietnia oddziały senackie dotarły w okolice miasta. Antoniusz wyszedł im naprzeciw w sile zaledwie dwóch legionów oraz jazdy, próbując powstrzymać przeciwnika przed wkroczeniem do miasta. Pozostałe legiony, wezwane przez Antoniusza jako wsparcie, nie dotarły w porę na pole bitwy. 
W obliczu słabości przeciwnika Oktawian oraz Hircjusz przypuścili atak na jego obóz, który został zdobyty, przy czym w trakcie walki poniósł śmierć Hircjusz. Z pomocą legionu V Alaudae Antoniuszowi udało się jednak obóz odzyskać. Mimo to, uznając swą sytuację za bardzo trudną, podjął decyzję o wycofaniu wojsk w kierunku zachodnim.  
Dwa dni później zmarł drugi z konsulów Gajusz Vibius Pansa Caetronianus (w wyniku ran odniesionych pod Forum Gallorum). Oktawian stał się głównym dowódcą senackim (obok Decimusa Brutusa). Reprezentując własne interesy, jeszcze w tym samym roku doprowadził do zawarcia porozumienia z Antoniuszem (II triumwirat).